# Thèn Phàng
Thèn Phàng là một xã thuộc huyện Xín Mần, tỉnh Hà Giang, Việt Nam.

## Địa lý
Xã Thèn Phàng có vị trí địa lý:
- Phía đông giáp xã Bản Díu
- Phía tây giáp thị trấn Cốc Pài và xã Chí Cà
- Phía nam giáp các xã Trung Thịnh, Cốc Rế, Tả Nhìu
- Phía bắc giáp xã Xín Mần và xã Nàn Xỉn.

Xã Thèn Phàng có diện tích 27,67 km², dân số năm 2019 là 4.714 người, mật độ dân số đạt 170 người/km².

## Hành chính
Xã Thèn Phàng được chia thành 12 thôn, bản: Pố Cố, Tà Lượt, Khâu Táo, Lùng Cháng, Khâu Tinh, Sán Cố Sủ, Na Sai, Xín Thèn, Quán Thèn, Đoàn Kết, Cốc Soọc, Km 26.

## Lịch sử
Trước đây, Thèn Phàng là một xã thuộc huyện Hoàng Su Phì.
Ngày 1 tháng 4 năm 1965, Hội đồng Chính phủ ban hành Quyết định số 49-CP về việc thành lập huyện Xín Mần trên cơ sở tách xã Thèn Phàng thuộc huyện Hoàng Su Phì.
Ngày 14 tháng 5 năm 1981, Hội đồng Chính phủ ban hành Quyết định 185/1981/QĐ-CP về việc sáp nhập xã Thèn Phàng thành một xã Xín Mần.